# Candi Staton
Candi Staton (* Canzetta Maria Staton; 13. března 1940, Hanceville, Alabama) je americká soulová a gospelová zpěvačka. V Evropě je známá především díky hitu „You Got the Love“; ve Spojených státech se proslavila díky coveru „Stand By Your Man“ od Tammy Wynette a hitem „Young Hearts Run Free“. Byla uvedena do Christian Music Hall of Fame.

## Diskografie

### Alba
- I'm Just a Prisoner (1970)
- Stand By Your Man (1971)
- Candi Staton (1972)
- Candi (1974)
- Young Hearts Run Free (1976) UK #34
- Music Speaks Louder Than Words (1977)
- House of Love (1978)
- Chance (1979)
- Candi Staton (1980)
- Nightlites (1982)
- Make Me An Instrument (1983)
- The Anointing (1985)
- Sing A Song (1986)
- Love Lifted Me (1988)
- Stand Up And Be A Witness (1990)
- Standing On The Promises (1991)
- I Give You Praise (1993)
- It's Time (1995)
- Cover Me (1997)
- Outside In (1999)
- Here's a Blessing (2000)
- Christmas In My Heart (2000)
- Glorify (2001)
- Proverbs 31 Woman (2002)
- His Hands (2006)
- The Ultimate Gospel Collection (2006)
- I Will Sing My Praise to You (2008)
- Who's Hurting Now? (Release: spring 2009)
- Life Happens (2014)

### Singly (neúplný seznam)
- „I'd Rather Be An Old Man's Sweetheart (Than a Young Man's Fool)“ (1969) R&B #9 US #46
- „I'm Just A Prisoner (Of Your Good Lovin')“ (1969) R&B #13 US #56
- „Sweet Feeling“ (1970) R&B #5 US #60
- „Stand By Your Man“ (1970) R&B #4 US #24
- „He Called Me Baby“ (1971) R&B #9 US #52
- „In The Ghetto“ (1972) R&B #12 US #48
- „Do It In The Name Of Love“ (1973) R&B #17 US #80
- „As Long as He Takes Care of Home“ (1974) R&B #6 US #51
- „Young Hearts Run Free“ (1976) US #20 UK #2 R&B #1 (1986 re-release #47, 1999 re-release #29)
- „Destiny“ (1976) UK #41
- „Nights On Broadway“ (1977) UK #6 R&B #16 US #102
- „Honest I Do Love You“ (1978) UK #48 R&B #77
- „Victim“ (1978) R&B #17
- „When You Wake Up Tomorrow“ (1979) R&B #13
- „Suspicious Minds“ (1982) UK #31
- „You Got The Love“ (1986) UK #95 R&B #88
- „You Got The Love“ (The Source featuring Candi Staton – 1991) UK #4 (1997 re-release UK #3 (Now Voyager Mix), 2005 import release UK #60, 2006 „You Got the Love (New Voyager Mix)“ (featuring Candi Staton – re-release) #7 UK)
- „Love On Love“ (1999) UK #27
- „Young Hearts Run Free“ (re-recording) (1999) UK #29
- „I Just Can't Get To Sleep At All“ (2000) Energise Records, UK; limited release
- „Love Sweet Sound“ Groove Armada featuring Candi Staton (2007)
- „Wilder Side“ Rasmus Faber & Alf Tumble featuring Candi Staton (2010)